# Canary Conn
Canary Conn (née en 1949) est une artiste et autrice américaine. Ses mémoires, Canary: The Story of a Transsexual sont l'un des premiers mémoires notables d'une transsexuelle autoproclamée et elle fait de nombreuses apparitions dans des talk-shows pour discuter de sa transition dans les années 1970.

## Biographie
Canary Conn grandit à San Antonio au Texas. À 18 ans, elle est déjà mariée et a un bébé. 
En 1968, elle participe à une émission nationale de talents parrainée par KONO-FM, animée par Ed Ames et Aretha Franklin et intitulée Super Teen: The Sounds of '68 . Elle remporte le prix du meilleur chanteur masculin et signe un contrat avec Capitol Records. 
En 1969, sous le nom de Danny O'Connor, Conn enregistre quatre chansons pour Capitol, dont Imaginary Worlds et Ridin' Red Hood. En mars 1969, Capitol sort un 45 avec les singles Can You Imagine et If I Am Not Free.
À la suite d'une tentative de suicide, Canary Conn fait sa transition à 23 ans. Elle a du mal à trouver du travail par la suite et elle n'a qu'un seul contact avec son fils en 1972 après la rupture de son mariage. 
En 1974, elle publie Canary : L'histoire d'une transsexuellle,. Une version de poche de ses mémoires est publiée après son apparition au The Merv Griffin Show,. Canary Conn apparaît également dans Tomorrow et The Phil Donahue Show. Plus tard, elle cesse ses apparitions dans les médias et fonde une petite entreprise.

## Ouvrages
- O'Connor, Danny (1969). If I Am Not Free / Can You Imagine. 7-inch 45, Capitol 2441
- (en) Canary Conn, Canary : the story of a transsexual, 1974 (ISBN 978-0-8402-1345-7, OCLC 1085558).